# 아미 컴뱃 유니폼

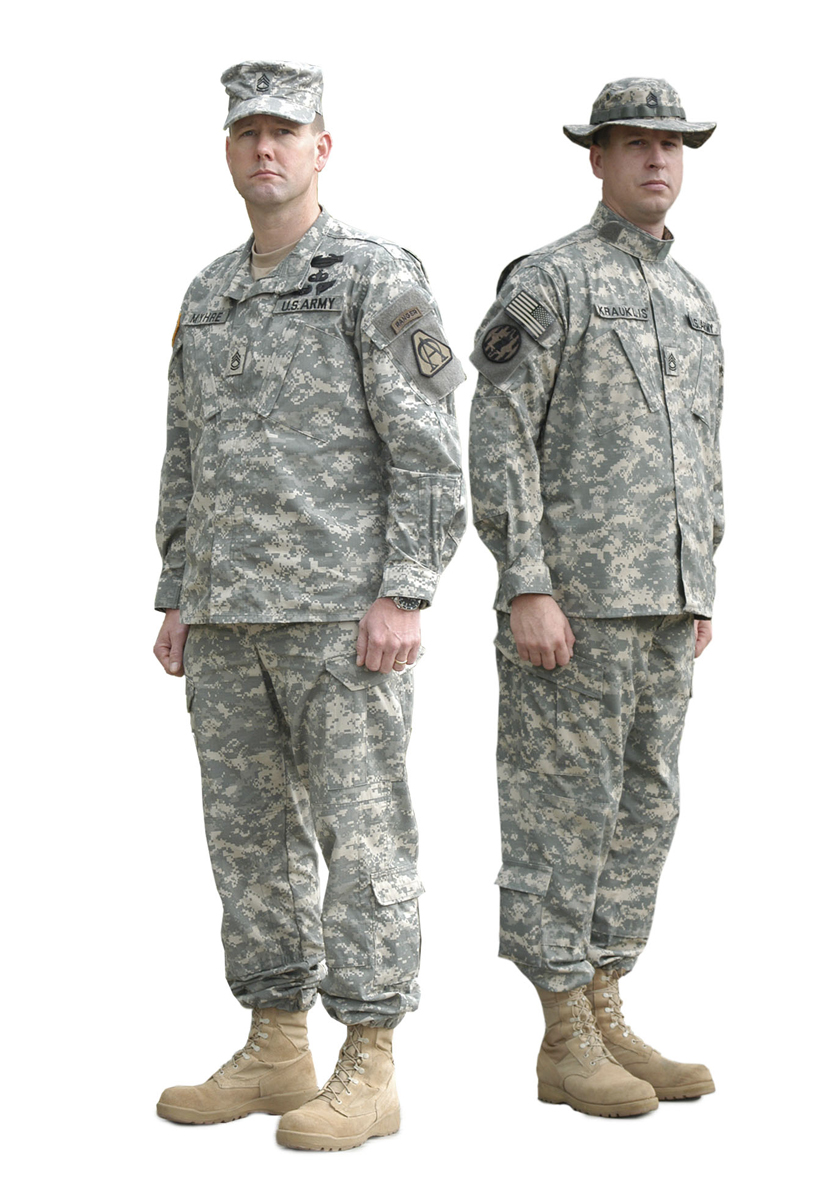
미 육군 전투복(ACU)를 입고 있는 두 병사, 좌측은 전투모 우측은 정찰모(정글모)를 쓰고 있다.

아미 컴뱃 유니폼(영어: Army Combat Uniform, ACU)은 미국 육군이 현재 쓰고있는 전투복이다. 이 전투복은 1980~1990년대에 쓰던 구 전투복(Battle Dress Uniform, BDU)와 사막용 전투복(DCU)의 뒤를 잇는 복장이다. 2005년부터 착용되기 시작하였으며, 전에 쓰던 전투복들과 비교해 디자인이 꽤 달라졌으며, 이전 전투복의 위장 무늬를 비교해봐도 확연한 차이가 있다. 전투복(ACU)과 관련 부가 장구류는 구 전투복(BDU)을 생산하던 산업체에서 생산을 맡고 있다.

## 만능 위장 무늬
미 육군 전투복(ACU)는 녹색, 황갈색, 회색을 섞어 사막전과 시가전에서의 효과적인 위장을 위해 개발된 만능 위장 무늬(UCP)라 불리는 군용 위장 무늬를 적용한 전투복이다. 이 전투복의 위장 무늬는 미국 해병대의 MARPAT과 캐나다군의 CADPAT 위장 무늬와 비슷한데, 이 위장 무늬들이 1970년대에 연구됐던 이중 텍스처(Dual-Tex)를 바탕으로 두고 있기 때문이다.
미 육군 전투복(ACU)의 위장색은 석판회색, 사막색, 엽록색을 배합한 디지털 무늬이다. 검은색은 자연 환경에서 볼 수 있는 자연색이 아니라 위장 무늬에서 제외됐다. 순수 검은색은 야간 투시 장치로 보면 너무 지나치게 어둡게 보여 주변 환경과 뚜렷하게 명암이 구별되기 때문이다. 그와 달리 회색이 더 전투 환경에 적절한데, 그 이유는 흙먼지는 회색 전투복을 은폐하는데 도움이 되며, 회색은 채도가 높은 색이 아닌 중성색이라 사람의 시선을 잘 끌지 않기 때문이다. 방탄복도 새로운 위장 무늬를 채택해 생산되고 있다. 이 새로운 미 육군 전투복(ACU)는 늦가을같은 때 볼 수 있는 황갈색 잔디밭에서 엄청난 위장 능력을 발휘하는데, 15m 이상 거리에서는 거의 분간이 불가능하며, 심지어 관측자가 그 사람과 직선상에 서있어도 그렇다.

## 미 육군 전투복(ACU)

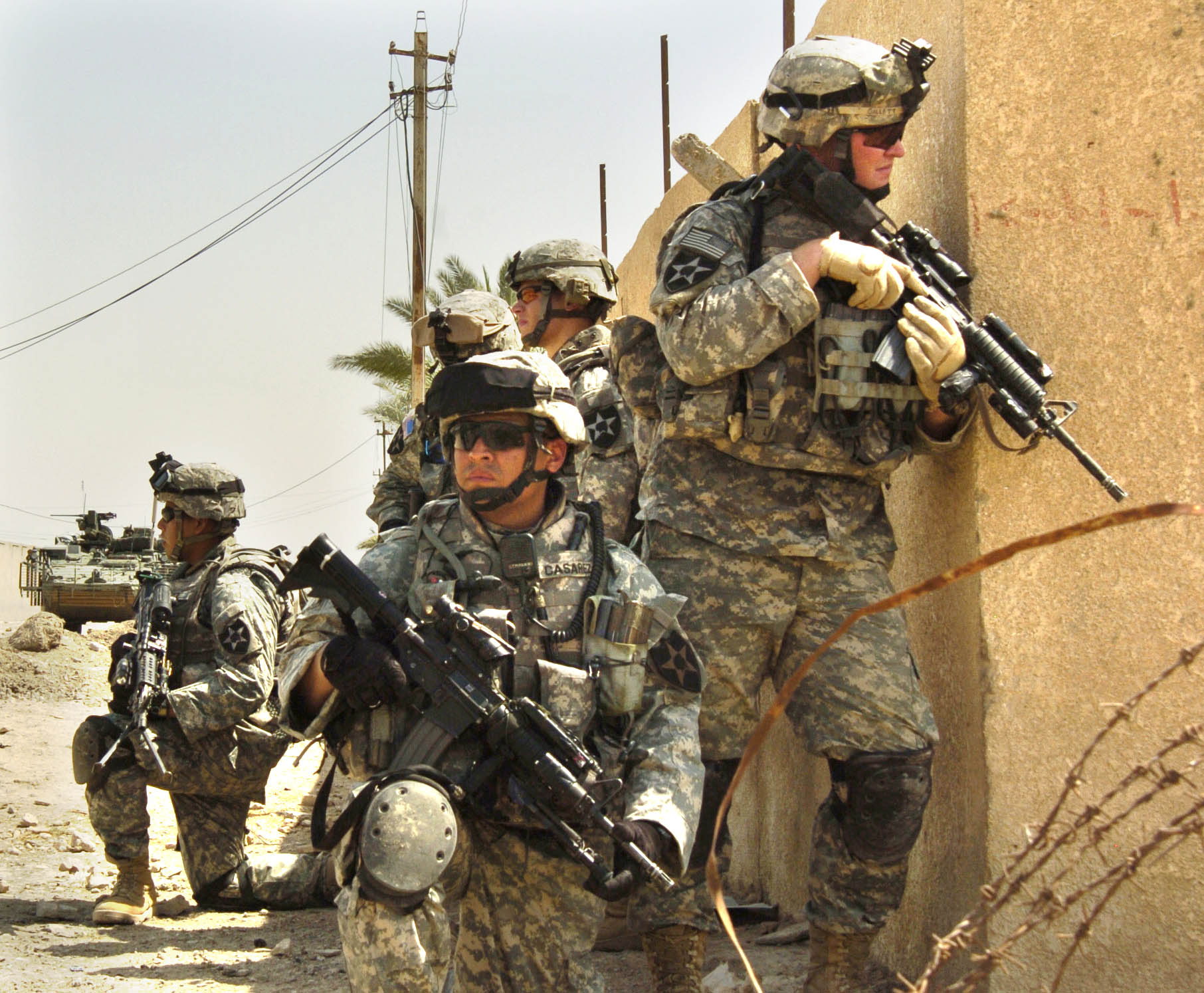
미국 육군 전투복(ACU)과 인터셉터 방탄복을 입고 이라크, 바그다드 시내를 정찰중인 미국 육군 병사들

2이 전투복은 전에 쓰던 면으로 만든 사막용 전투복(DCU)과 달리 나일론과 면 재질로 제작되었는데, 병사들에 의하면 고온의 기후에서 통풍성이 더 좋다고 한다.
전투복의 주머니들은 벨크로(찍찍이)로 열고 닫을 수 있다. 이 특징에 대해 몇몇 사람들이 이 벨크로 주머니를 열고 닫을 때 발생하는 소음이 병사들의 위치를 노출시킬 수도 있다고 논란이 일었지만, 소음에 대한 교육으로 문제를 어느 정도 수정했다.

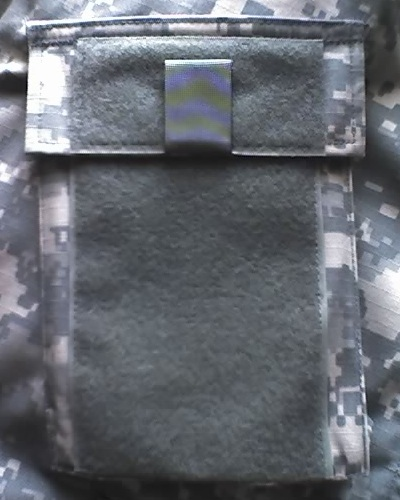
적외선 탭 올린 모습.
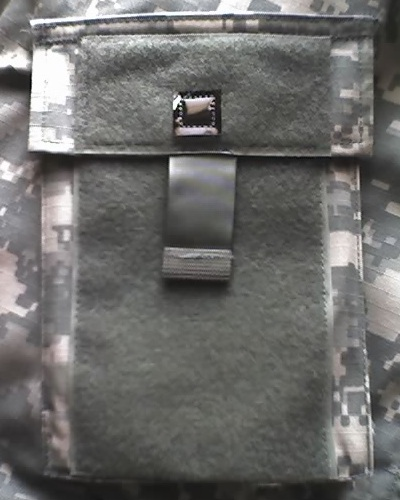
적외선 탭 내린 모습.

가격은 구 전투복이 $58인것에 비해, 새 전투복(ACU)는 $76이다. 하지만, 병사들에게 지급되는 의류품 구입관련 수당을 좀 전보다 인상해 지급하고 있어 별 문제는 되지 않고 있다. 부대 패치, 계급장, 이름표 같은 것은 따로 구입하거나 보급 받아야 한다. 미 육군 전투복(ACU)는 인터넷 상거래나 중고 군장판매처에서 구입할 수는 있으나, 군사용으로 제한된 적외선 탭은 제외돼있다.

### 상의

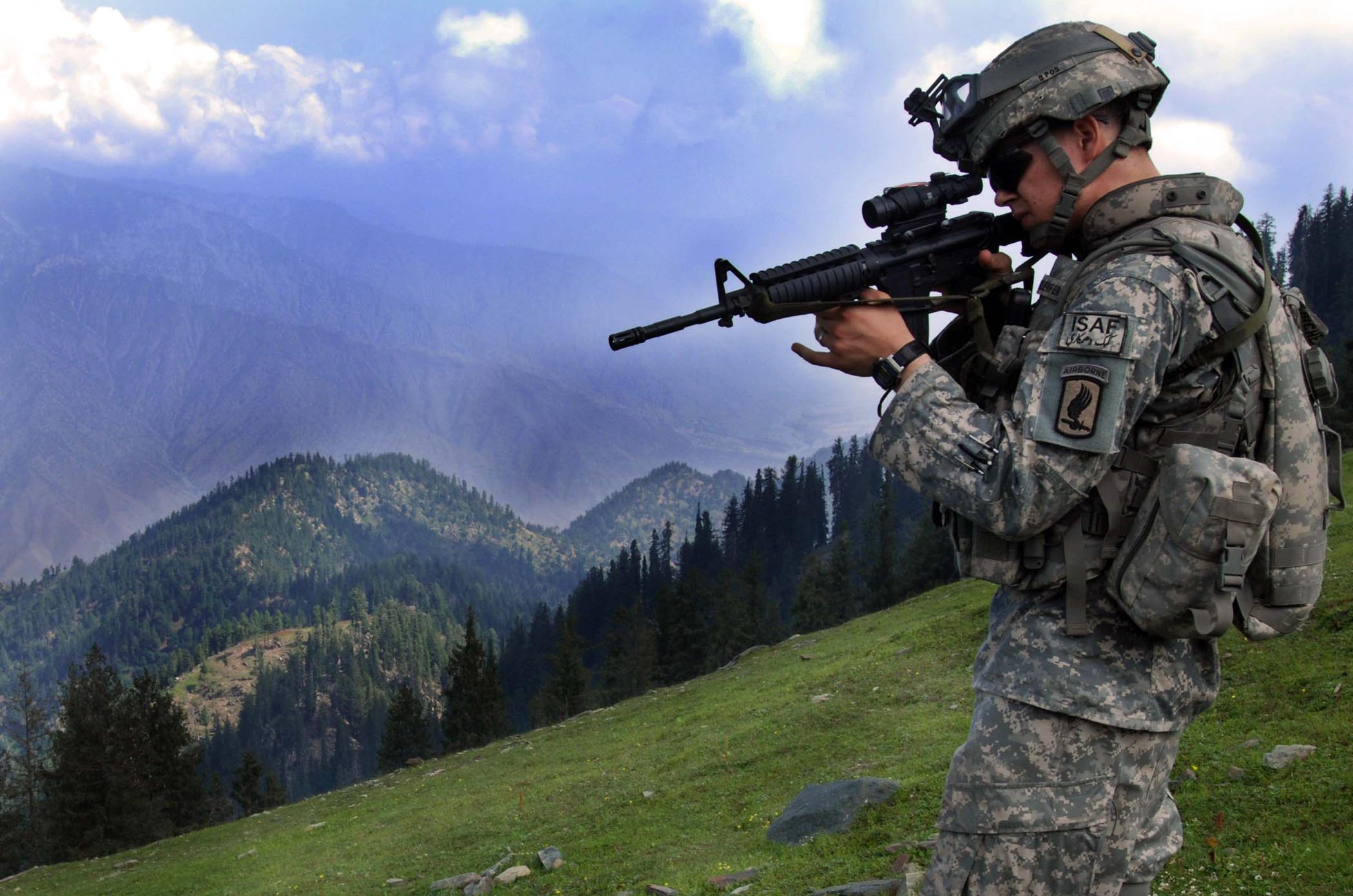
아프가니스탄, 쿠나르 지방에서의 미국 육군 병사

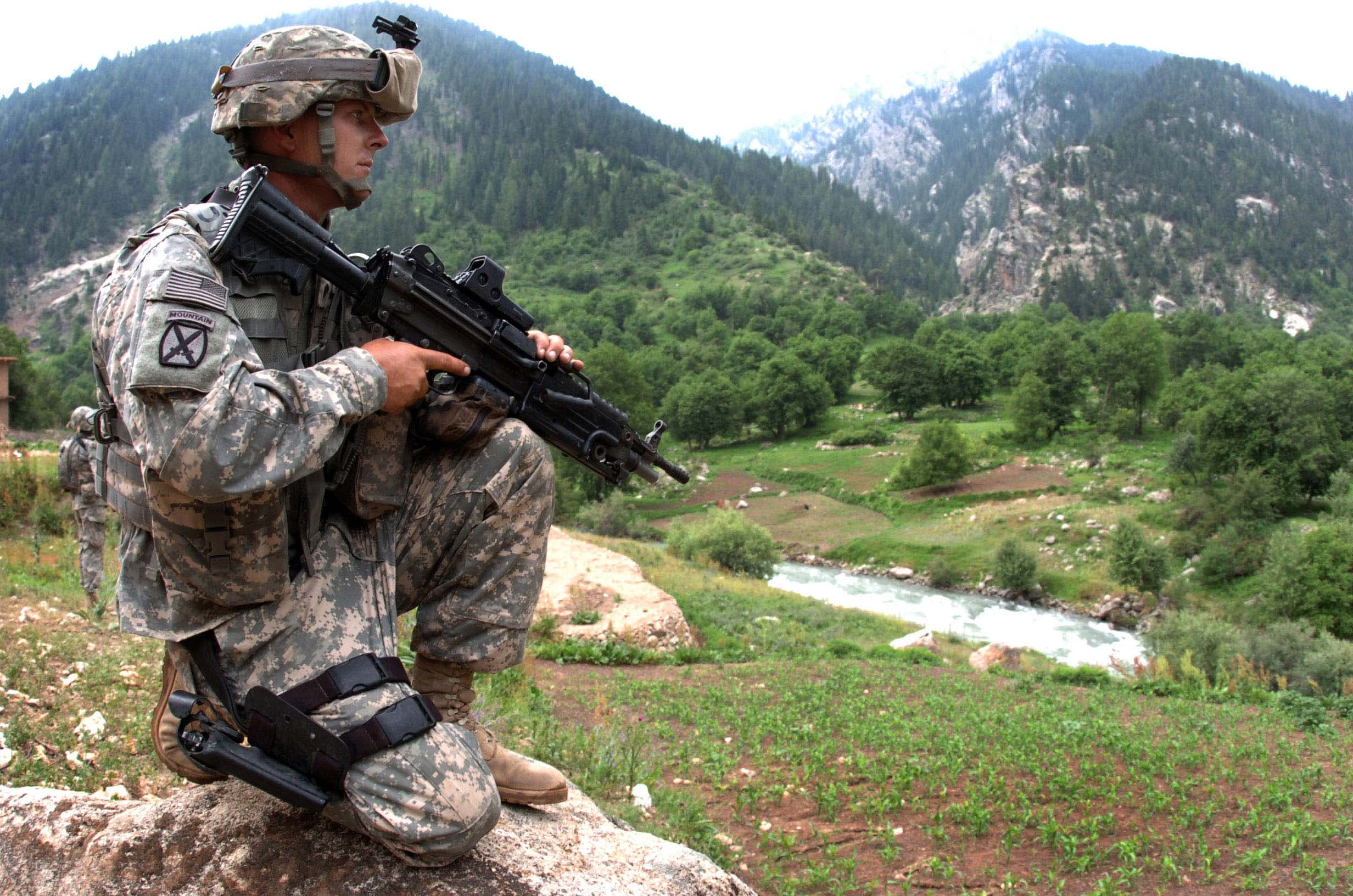
제 10 산악 사단의 병사

미국 육군 전투복(ACU) 상의는 벨크로를 이용해 이름표, 계급장, 소속 부대 표지, 특별기능장(레인저 탭 등), 성조기, 적외선 감지 표지를 부착할 수 있다.
근적외선 표식 관리 기술을 이용해 위장력을 높였다. 양쪽 어깨에 영구 적외선 피아식별장치가 부착돼 있어 야간 투시 장치를 사용할 때 피아식별을 쉽게 하도록 만들어졌다. 사용하지 않거나 부대내에서는 적외선 탭을 가려서 입는다.
부착할 수 있는 성조기에는 3가지가 있는데, 천연색, 천연색 적외선 감지 가능, 무채색 형태가 있다. 성조기는 오른쪽 어깨 주머니 상단에 부착한다. 무채색 성조기는 전시나 야전상황에서만 부착할 수 있다. 미국 육군 전투복(ACU)에 부착하는 성조기는 실제 성조기와는 방향이 반대로 되어 있는데 이것은 병사들이 성조기와 함께 전진한다는 느낌을 주기 위해서다. 무채색 소속 부대 표지는 항상 부착해야한다.
상의의 만다린 칼라는 전시 개량 외부 전술방탄 조끼(IOTV)을 입을때나, 포복시 적합하도록 설계됐다. 상의 지퍼를 끝까지 올리고, 칼라 뒤에 숨겨진 벨크로를 이용하면 방탄복 사용시 목 부분도 보호 할 수 있다. 가슴 주머니, 소매 끝동, 팔꿈치 보호대 삽입용 주머니도 벨크로를 기반으로 제작됐다. 왼쪽 소매에 3개의 필기구를 넣을 수 있는 주머니가 있으며, 통풍, 이동성이 좋고 주름이 지지 않는다.
미국 육군 전투복(ACU) 상의에 기술 기장을 달 수 있는데 5개 이하여야 한다. 기술 탭인 전미 총기협회 특등 100인 사수 탭(President's Hundred Tab), 레인저 탭, 적전 공병 탭(Sapper tab), 특수 부대 탭은 왼쪽 소매 주머니 상단에 부착할 수 있으며, 3개까지만 달 수 있다. 공수부대 탭이나 산악부대 탭 같이 부대표지에 포함된 탭은 개수로 세지 않는다. 병과장 중에는 미국 육군 군종 병과장만이 전투복에 다는 게 허락된다. 이 병과장은 이름표 정 가운데 1/8 인치 위에 달아야 하며, 탈부착이 가능해야 하다.
상의는 하의의 카고 주머니 상단 아래로 내려와서는 안되며, 위쪽의 호주머니 상단까지만 내려와도 안된다. 구 전투복(BDU)을 여름철에 소매를 걷을 수 있었지만, 현 전투복(ACU)은 소매를 걷을 수 없다.
야전에서는 방탄복을 입을시, 전투복 상의 대신에 방화 기능이 있는 육군 전투 셔츠를 입을 수 있다.

### 야전 상의
미국 육군 전투복(ACU)의 위장 무늬로 생산된 M65 상의를 입는다. 구 전투복(BDU)때의 야상과 달리 어깨 견장이 없다. 4개의 주머니가 앞 쪽에 있으며, 부대표지, 이름표, 국기 등을 부착할 수 있도록 벨크로가 양 소매와 가슴쪽에 있다. 녹색 내피도 덧대어 입을 수 있다.

### 바지
미국 육군 전투복(ACU)바지는 2인치 너비의 나일론 재질 허리띠와 함께 입는다. 바지에는 무릎 보호대를 넣을 수 있는 벨크로 주머니, 허벅지 양쪽에 있는 벨크로와 고무끈을 이용해 작전과 같은 활발한 활동때도 최대한 분실의 위험을 줄인 끝이 올라간 형태의 주머니, 양쪽 종아리의 벨크로로 된 주머니가 있다. 그리고, 바짓단은 육군 규정 670-1에 따라 전투화의 끈구멍을 3개 이상 덮으면 안된다. 이라크와 아프가니스탄에 배치된 병사들에게는 방화 기능이 있는 육군 전투 바지가 지급된다.

### 모자

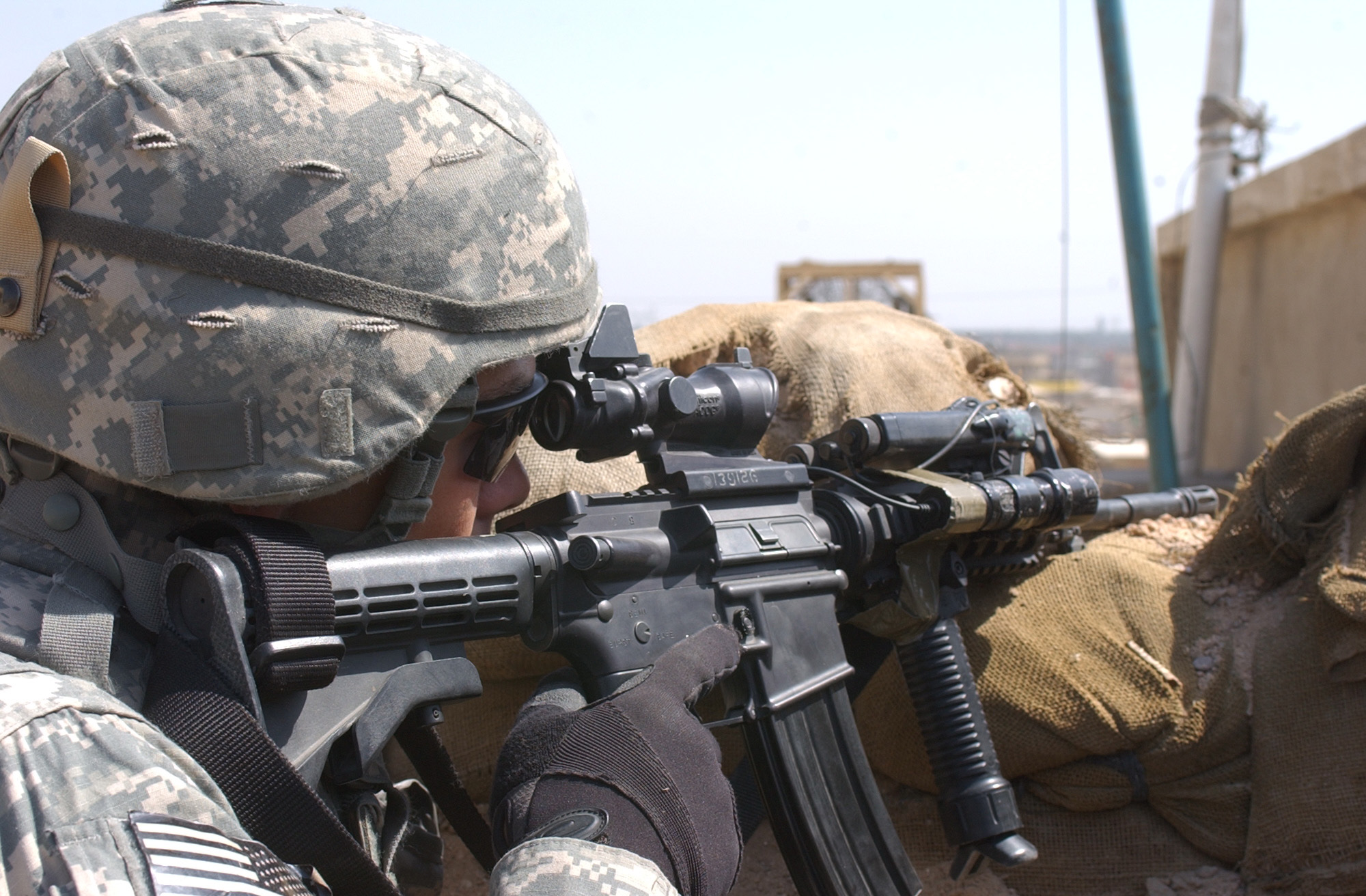
위장포를 씌운 헬멧.

야전에서는 전투복과 함께 MICH TC-2000 전투 헬멧, 전투모, 정찰모를 상황에 따라 써야 한다. 기지내에서는 부대에 따라 낙하산병은 적갈색 베레, 미국 육군 레인저는 탄 베레(Tan beret), 미국 육군 특수 부대는 녹색 베레, 기타 부대는 일반적으로 검은 베레를 쓴다. 상황이나 근무에 따라 전투모를 쓸 때도 있다. 전투모는 모서리가 모두 직선이며, 위가 평평하다. 이중으로 된 두꺼운 챙과 안쪽에 주머니가 있다. 전투모의 뒷면에는 이름표를 붙일 수 있도록 되어 있다. 계급장은 박음질을 하도록 권장하나 핀으로 끼우는 계급장도 허가하고 있다. 통합 통신 모듈 헬멧(MICH, Modular Integrated Communications Helmet)의 위장포에도 계급장을 박음질 해야하나, 야간 투시 장치 장착 장비를 헬멧에 부착 할 경우에는 가려지기 때문에, 꼭 그렇지만은 않다.

### 티셔츠
미국 육군 전투복(ACU) 안에는 땀 흡수성이 좋은 사막색 티셔츠를 입는다. 100% 면으로 된 녹색 티셔츠도 있는데, 이것은 인가된 병사만 입을 수 있다.

## 같이 보기
- 구형 전투복(BDU, en:Battle Dress Uniform)
- 캐머플라지
- 멀티캠